# Patrice Bélanger
Pour les articles homonymes, voir Bélanger.
 (juillet 2013).
Si vous disposez d'ouvrages ou d'articles de référence ou si vous connaissez des sites web de qualité traitant du thème abordé ici, merci de compléter l'article en donnant les références utiles à sa vérifiabilité et en les liant à la section « Notes et références ».
Patrice Bélanger (né le 3 mai 1978 à Gatineau)  est un comédien et animateur québécois.

## Biographie
Né le 3 mai 1978, Patrice Bélanger est originaire de Gatineau. Il a fait ses études secondaires de 1990 à 1995 au Collège St-Alexandre. Il est aussi diplômé du Conservatoire d'art dramatique de Montréal en mai 2000. Marié à Marie-Claude Trottier le 27 mai 2006. Le couple a deux jumeaux, Samuel et Olivier, âgés de 13 ans. Il est un bon ami du joueur de hockey Daniel Brière.
En 2009, il devient le porte-parole officiel de la 22e édition du Festival de montgolfières de Gatineau.
Il coanime à Debout les comiques! à CKOI-FM avec Tammy Verge, Martin Cloutier et Billy Tellier jusqu'au 31 mai 2019. En raison des changements d'animateurs des stations Cogeco en 2019, Bélanger est maintenant avec CFGL-FM (la sœur station de 96,9 CKOI). En échange, François Fortin et Alexandre Barrette sont maintenant encore avec 96,9 CKOI.
Le 29 août 2014, il remplace Guy Jodoin de l'émission Sucré Salé pour l'été 2015.
Au printemps 2023, il commence son parcours comme animateur de l'émission Survivor Québec affichée sur la plateforme Noovo. 
Il poursuit, en 2024, son animation de la télé-réalité Survivor Québec, toujours diffusée sur Noovo.
En 2025, Patrice Bélanger continue de se vouer à l'animation de Survivor Québec pour une troisième saison. Celle-ci débutera le dimanche 30 mars.

## Carrière

### Radio
- 2009-2012 : Lève-toi et Marche (96,9 CKOI)
- 2012-2013 : Lunch De Fou (96,9 CKOI)
- 2013-2019 : Debout Les Comiques (96,9 CKOI)
- 2019-2022 : Jamais trop tôt (Rythme FM)
- 2023-2024 : La gang du matin[5] (Rouge FM)

### Filmographie
- 2003 : 20h17 rue Darling : Ami de Patrick
- 2003 : Sur le seuil : Thomas Roy (jeune)
- 2006 : Roméo et Juliette : Benoit
- 2006 : Bon Cop, Bad Cop : Tattoo Killer
- 2009 : Planète 51 : Lem (voix)

### Séries télévisées
- 2001 : Réal-TV : Étienne Laforêt
- 2002 : Fortier : Luc Martel
- 2003 : 450, chemin du Golf : Christophe
- 2004 - 2007 : Les poupées russes : Jimmy Demers
- 2006 : François en série : Le drôle en lui
- 2006 : Casse-croûte chez Albert : Abdel
- 2008 : Les Lavigueur, la vraie histoire : Yve Lavigueur
- 2008 : Roxy : Hugo
- 2009-2012 : Les Boys : Philippe
- 2009 : VRAK la vie (série télévisée) : François Drava
- 2012 : Adam et Ève

### Émissions de télévision
- 2002 - 2006 : Banzaï : Animateur
- 2006 : Demandes spéciales : Plusieurs premiers rôles
- 2009 : La Cache 2 : Animateur
- 2009 : La vie est un cirque : Animateur
- 2012 : Privé de sens : Animateur
- 2014-2017 et depuis 2023 : Les Testeurs : Animateur avec Étienne Boulay[6])
- 2015-2022 : Sucré salé : Animateur
- Depuis 2023 : Survivor Québec : Animateur

## Récompenses et nominations

### Récompenses
- Prix Olivier du meilleur film humoristique pour Bon Cop Bad Cop en 2007.
- Prix Gémeaux 'Les Immortels' - Meilleure animation série jeunesse pour Banzaï en 2006.
- Prix Gémeaux de la meilleure animation série jeunesse pour Banzaï en 2003 - 2004 et 2005.
- Masque de la meilleure production jeune public pour la pièce Romances et Karaoké, création du Théâtre Le Clou.
- Vainqueur du concours national Jeunes pour rire en 1995.

### Nominations
- Prix Gémeaux - Meilleure interprétation rôle de soutien série dramatique pour Yve Lavigueur dans Les Lavigueur, la vraie histoire en 2008